# كيني مور (لاعب كرة قدم أمريكية)
كيني مور (بالإنجليزية: Kenny Moore)‏ هو لاعب كرة قدم أمريكية أمريكي، ولد في 23 أغسطس 1995 في فالدوستا في الولايات المتحدة.

## وصلات خارجية
- كيني مور على موقع مرجع كرة القدم المحترفة.كوم (الإنجليزية)